# Мелюхин, Серафим Тимофеевич
Серафи́м Тимофе́евич Мелю́хин (6 июня 1927, Ивновское, ныне Тамбовская область — 4 февраля 2003, Москва) — советский и российский философ

, специалист в области диалектического материализма и философских вопросов естествознания. Доктор философских наук, профессор (1966), член-корреспондент АН СССР с 29 декабря 1981 года по Отделению философии и права.

## Биография
Родился седьмым по счёту ребёнком в крестьянской семье. Член ВКП(б) с 1947 года. Окончил философский факультет МГУ им. М. В. Ломоносова (1949) и аспирантуру Института философии АН СССР (1952), с защитой кандидатской диссертации «Философские вопросы современного физического учения об „элементарных“ частицах: (Проблема неисчерпаемости „элементарных“ частиц)». С 1953 года находился на преподавательской и научной работе. В 1960—1966 годах руководил кафедрой философии и научного коммунизма ЛЭТИ им. В. И. Ульянова (Ленина).
В 1965 году защитил докторскую диссертацию «Философское содержание проблемы единства, бесконечности и развития материи». Заведующий общеуниверситетской кафедрой философии естественных факультетов (1966—1974); декан философского факультета (1974—1977), заведующий кафедрой диалектического материализма/диалектического материализма и философии науки (1974—1991), заведующий кафедрой философии (1991—1998). В МГУ читал курсы «Предмет и структура философских вопросов естествознания», «Мировоззренческая, интегративная роль марксистско-ленинской философии в развитии современной науки», «Современные тенденции развития философии». Заслуженный профессор МГУ (2000).
С 1951 года был женат на Людмиле Зикеевой.

## Основные работы
- «Проблема конечного и бесконечного» (1958);
- «О диалектике развития неорганической природы» (1960);
- «Материя в её единстве, бесконечности и развитии» (1966);
- «Можно ли предвидеть будущее?» (1966);
- «Материальное единство мира в свете современной науки» (1967);
- «Марксизм-ленинизм и современная естественнонаучная картина мира» (1968);
- «Ленинское понимание материи и его значение для развития диалектико-материалистического мировоззрения» (1969);
- Философские вопросы физики XX в. // Ленинизм и философские проблемы современности / Под общ. ред. М. Т. Иовчука (руководитель автор. коллектива) и В. В. Мшвениерадзе ; АН СССР. Ин-т философии. — М. : Мысль, 1970. — С. 95—124. — 652 с. — 20 000 экз.
- «Бесконечность материального мира» (1973);
- «Философские основания естествознания» (1977; в соавт.);
- «Философские проблемы естествознания» (1985; в соавт.).

Принимал участие в редактировании книги «Ленинизм и философские проблемы современности» (глава о философских проблемах естествознания), выпущенной к 100-летию со дня рождения В. И. Ленина.